# بوس بوس بنگ بنگ
بوس بوس بنگ بنگ (انگلیسی: Kiss Kiss Bang Bang) فیلمی در ژانر نئو نوآر، معمایی و کمدی به کارگردانی شین بلک است که در سال ۲۰۰۵ منتشر شد. فیلم تا حدودی اقتباسی از رمان اجساد جایی هستند که آن‌ها‌را می‌یابی اثر برت هالیدی است.  
فیلم نخستین بار در ۱۴ مه ۲۰۰۵ در جشنواره فیلم کن ۲۰۰۵ به نمایش درآمد و در ۲۱ اکتبر ۲۰۰۵ در ایالات متحده آمریکا اکران شد. فیلم با تحسین منتقدان همراه بود و در سراسر جهان بیش از ۱۵ میلیون دلار فروش رفت.  

## داستان
در پی رویدادی غیرمنتظره، یک سارق به نام هری لاکهارت، در محل انتخاب بازیگران یک فیلم هالیوودی حاضر می‌شود و به طور اتفاقی برای بازی در نقش یک کارآگاه انتخاب می‌شود.

## بازیگران
- رابرت داونی جونیور - هری لاکهارت
- وال کیلمر - پری ون شرایک
- میشل موناهن - هارمونی فیث لین
- کوربین برنسن - هارلان دکستر
- دش میهوک - مستر پن
- لری میلر - دبنی شاو
- شانین سوسامون - دختر مو صورتی
- راکموند دانبار - ماسترد
- آریل وینتر - هارمونی فیث لین هفت ساله
- آنجلا لیندوال در نقش فلیکا